# Anathallis lichenophila
Anathallis lichenophila är en orkidéart som först beskrevs av Paulo Campos Porto och Alexander Curt Brade, och fick sitt nu gällande namn av Carlyle August Luer. Anathallis lichenophila ingår i släktet Anathallis och familjen orkidéer. Inga underarter finns listade i Catalogue of Life.